# Оберфельдфебель
Оберфельдфебель (нім. Oberfeldwebel, OFw або OF) — військове звання унтерофіцерського складу з портупеєю в Збройних силах Німеччини (Рейхсвер, Вермахт, Бундесвер).
Звання оберфельдфебеля розташовується за старшинством між військовими званнями фельдфебель та гауптфельдфебель.

## Історія
Військове звання оберфельдфебель вперше введено в німецькому рейхсвері в 1920 році; на посади, що передбачались цим званням, призначали найбільш підготовлених та заслужених унтерофіцерів колишньої кайзерівської армії, які мали бойовий досвід. За часів нацистської Німеччини звання збереглось, у кінноті, артилерії та військах ППО воно мало назву обервахмістр. У Ваффен-СС цьому званню з 1938 до 1945 року відповідало звання СС-Гауптшарфюрер.
Ранг оберфельдфебеля залишався й після завершення Другої світової війни в арміях Західної Німеччини та Національній народній армії НДР (з 1956 до 1990).

### Національна народна арміяНДР(1956-1990)
В збройних силах Німецької Демократичної Республіки, звання в унтерофіцерському класі були присутні звання: унтерофіцер, унтерфельдфебель, фельдфебель, оберфельдфебель, штабсфельдфебель. Військове звання оберфельдфебель було другим за старшістю званням у цьому класі.
Оберфельдфебель був вище за рангом від фельдфебеля, та нижче від штабсфельдфебеля. Здебільшого знаки розрізнення НРА були побудовані на зразком знаків розрізнення Вермахту з наближеною уніфікацією до радянської армії.  Оберфельдфебель мав погони з широкою срібною облямівкою (як і усі фельдфебелі), за знаки розрізнення мав  на погоні дві чотирипроменеві зірки розташовані вздовж погону.
Знаки розрізнення оберфельдфебеля

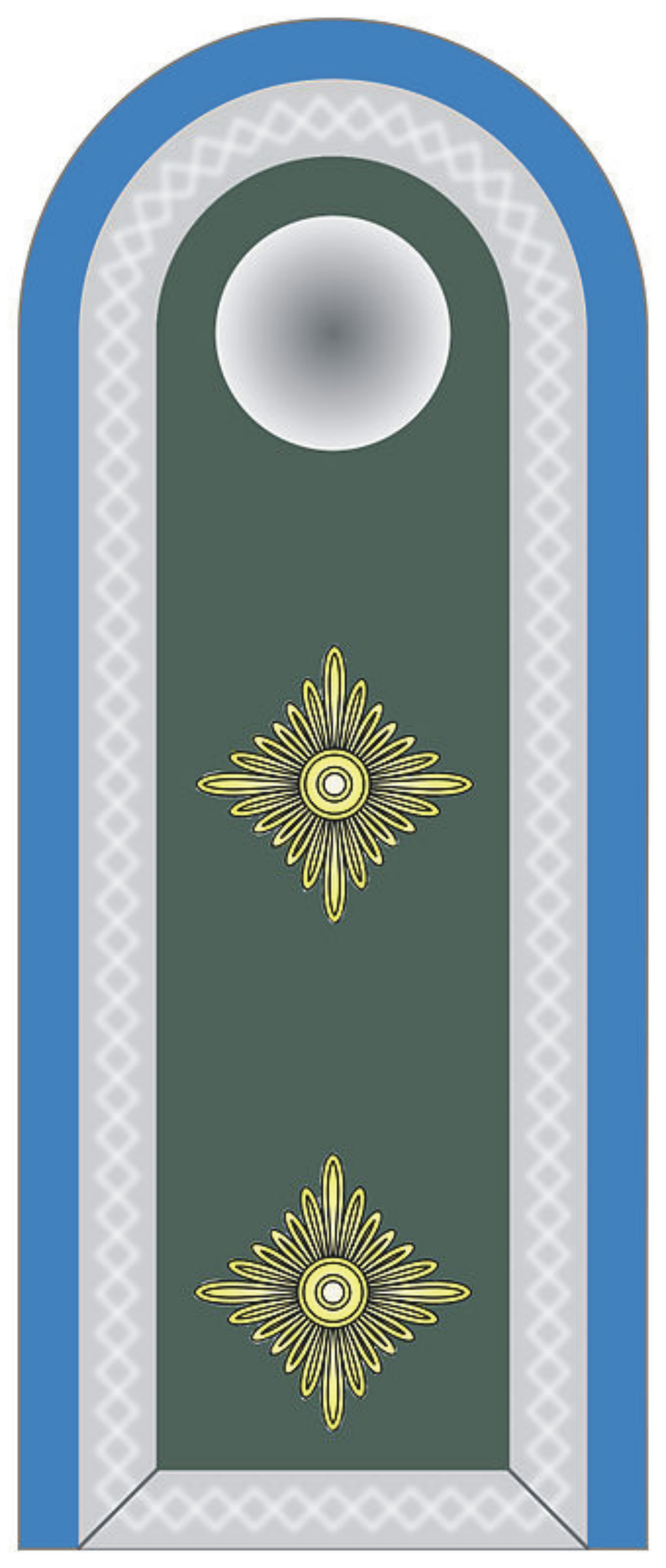
Погон оберфельдфебеля Сухопутних військ вермахту до 1945
Погон оберфельдфебеля Люфтваффе до 1945
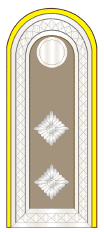
Погон оберфельдфебеля Національної народної армії НДР